# Superflua mirabilis
Superflua mirabilis är en fjärilsart som beskrevs av Nicolas Grigorevich Erschoff 1874. Superflua mirabilis ingår i släktet Superflua och familjen juvelvingar. Inga underarter finns listade i Catalogue of Life.